# 46. People’s Choice Awards-gála
Az 46. People’s Choice Awards-gála a 2020-as év legjobb filmes, televíziós és zenés alakításait értékelte. A díjátadót 2020. november 15-én tartották a kaliforniai Barker Hangarban, a műsor házigazdája Demi Lovato volt. A ceremóniát a E! televízióadó közvetítette.

## Győztesek és jelöltek
Forrás:

### Film
| Az év filmje | Az év vígjátéka |
| --- | --- |
| - Bad Boys – Mindörökké rosszfiúk - Ragadozó madarak (és egy bizonyos Harley Quinn csodasztikus felszabadulása) - Tyler Rake: A kimenekítés - Hamilton - A láthatatlan ember - A halhatatlan gárda - Project Power: A por ereje - Trollok a világ körül | - A csókfülke 2. - Bill és Ted – Arccal a zenébe - Eurovíziós Dalfesztivál: A Fire Saga története - Staten Island királya - Mint egy főnök - Szerelemben, bűntényben - A fiúknak - Utóirat: Még mindig szeretlek - A másik Missy |
| Az év akciófilmje | Az év drámája |
| - Mulan - Bad Boys – Mindörökké rosszfiúk - Ragadozó madarak (és egy bizonyos Harley Quinn csodasztikus felszabadulása) - Bloodshot - Tyler Rake: A kimenekítés - A halhatatlan gárda - Project Power: A por ereje - Tenet | - Hamilton - Veszélyes hazugságok - A Greyhound csatahajó - Pont az a dal - Még mindig hiszek - A láthatatlan ember - A fénykép - A visszaút |
| Az év családi filmje | Az év férfi filmsztárja |
| - Előre - A vadon hívó szava - Dolittle - Kémecském - Scooby! - Sonic, a sündisznó - Trollok a világ körül - A Willoughby testvérek kalandjai | - Will Smith - Bad Boys – Mindörökké rosszfiúk - Vin Diesel - Bloodshot - Robert Downey Jr. - Dolittle - Jamie Foxx - Project Power: A por ereje - Tom Hanks - A Greyhound csatahajó - Chris Hemsworth - Tyler Rake: A kimenekítés - Lin-Manuel Miranda - Hamilton - Mark Wahlberg - Spenser az igazság nyomában                                                                          |
| Az év női filmsztárja | Az év drámai színésze |
| - Tiffany Haddish - Mint egy főnök - Salma Hayek - Mint egy főnök - Vanessa Hudgens - Bad Boys – Mindörökké rosszfiúk - Camila Mendes - Veszélyes hazugságok - Elisabeth Moss - A láthatatlan ember - Issa Rae - Szerelemben, bűntényben - Margot Robbie - Ragadozó madarak (és egy bizonyos Harley Quinn csodasztikus felszabadulása) - Charlize Theron - A halhatatlan gárda | - Lin-Manuel Miranda - Hamilton - Ben Affleck - A visszaút - KJ Apa - Még mindig hiszek - Russell Crowe - Téboly - Tom Hanks - A Greyhound csatahajó - Elisabeth Moss - A láthatatlan ember - Issa Rae - A fénykép - Tracee Ellis Ross - Pont az a dal |
| Az év vígjáték-sztárja | Az év akciófilm-sztárja |
| - Joey King - A csókfülke 2. - Noah Centineo - A fiúknak - Utóirat: Még mindig szeretlek - Pete Davidson - Staten Island királya - Will Ferrell - Eurovíziós Dalfesztivál: A Fire Saga története - Salma Hayek - Mint egy főnök - Issa Rae - Szerelemben, bűntényben - Keanu Reeves - Bill és Ted – Arccal a zenébe - David Spade - A másik Missy                              | - Chris Hemsworth - Tyler Rake: A kimenekítés - Vin Diesel - Bloodshot - Jamie Foxx - Project Power: A por ereje - Vanessa Hudgens - Bad Boys – Mindörökké rosszfiúk - Margot Robbie - Ragadozó madarak (és egy bizonyos Harley Quinn csodasztikus felszabadulása) - Will Smith - Bad Boys – Mindörökké rosszfiúk - Charlize Theron - A halhatatlan gárda - John David Washington - Tenet |

### Televízió
| Az év tévéműsora | Az év drámaműsora |
| --- | --- |
| - A Grace klinika - The Bachelor - Michael Jordan - Az utolsó bajnokságig - The Masked Singer - Én még sosem... - Outer Banks - Rólunk szól - Tigrisvilág | - Riverdale - A Grace klinika - Esküdt ellenségek: Különleges ügyosztály - Outer Banks - Ozark - Power - Rólunk szól - The Walking Dead |
| Az év vígjátéka | Az év realityje |
| - Én még sosem... - Halott vagy - A Jó Hely - Grown-ish - Bizonytalan - Modern család - Saturday Night Live - Schitt's Creek | - Keeping Up with the Kardashians - Below Deck Mediterranean - Love & Hip Hop: New York - Vak szerelem: Az oltár után - Három hónap múlva esküvő - boldogan éltek, amíg... - Meleg szemmel - Nem átlagos feleségek - Atlanta - Nem átlagos feleségek - Beverly Hills                                 |
| Az év versenyshowja | Az év férfi tévés sztárja |
| - The Voice - America’s Got Talent - American Idol - The Bachelor - The Challenge - The Masked Singer - RuPaul – Drag Queen leszek! - Szakácsok gyöngye | - Cole Sprouse - Riverdale - Jason Bateman - Ozark - Sterling K. Brown - Rólunk szól - Steve Carell - Űrhadosztály - Dan Levy - Schitt's Creek - Norman Reedus - The Walking Dead - Chase Stokes - Outer Banks - Jesse Williams - A Grace klinika                                                    |
| Az év női tévés sztárja | Az év dráma-sztárja |
| - Ellen Pompeo - A Grace klinika - Christina Applegate - Halott vagy - Danai Gurira - The Walking Dead - Mariska Hargitay - Esküdt ellenségek: Különleges ügyosztály - Mandy Moore - Rólunk szól - Sandra Oh - Megszállottak viadala - Lili Reinhart - Riverdale - Sofia Vergara - Modern család                                                                                           | - Mandy Moore - Rólunk szól - Sterling K. Brown - Rólunk szól - Danai Gurira - The Walking Dead - Mariska Hargitay - Esküdt ellenségek: Különleges ügyosztály - Sandra Oh - Megszállottak viadala - Ellen Pompeo - A Grace klinika - Cole Sprouse - Riverdale - Chase Stokes - Outer Banks           |
| Az év vígjáték-sztárja | Az év nappali beszélgetős műsora |
| - Sofia Vergara - Modern család - Christina Applegate - Halott vagy - Kristen Bell - A Jó Hely - Jameela Jamil - A Jó Hely - Dan Levy - Schitt's Creek - Kate McKinnon - Saturday Night Live - Issa Rae - Bizonytalan - Yara Shahidi - Grown-ish | - The Ellen DeGeneres Show - Good Morning America - The Kelly Clarkson Show - Live with Kelly and Ryan - Red Table Talk - Today - The View - The Wendy Williams Show |
| Az év éjszakai beszélgetős műsora | Az év versenyzője |
| - The Tonight Show Starring Jimmy Fallon - The Daily Show with Trevor Noah - Full Frontal with Samantha Bee - Jimmy Kimmel Live! - John Oliver-show az elmúlt hét híreiről - The Late Late Show with James Corden - The Late Show with Stephen Colbert - Watch What Happens Live with Andy Cohen                                                                                           | - Gigi Goode - RuPaul – Drag Queen leszek! - Kandi Burruss - The Masked Singer - Sammie Cimarelli - The Circle - Rob Gronkowski - The Masked Singer - Jaida Essence Hall - RuPaul – Drag Queen leszek! - Just Sam - American Idol - Madison Prewett - The Bachelor - Hannah Ann Sluss - The Bachelor |
| Az év reality-sztárja | Az év darálásra legalkalmasabb műsora |
| - Khloé Kardashian - Keeping Up with the Kardashians - Kandi Burruss - Nem átlagos feleségek - Atlanta - Kim Kardashian - Keeping Up with the Kardashians - Antoni Porowski - Meleg szemmel - Lisa Rinna - Nem átlagos feleségek - Beverly Hills - Darcey Silva és Stacey Silva - Darcey és Stacey - Jonathan Van Ness - Meleg szemmel - Porsha Williams - Nem átlagos feleségek - Atlanta | - Outer Banks - A pompomcsapat - Vak szerelem: Az oltár után - Én még sosem... - Normális emberek - Ozark - Schitt's Creek - Tigrisvilág |
| Az év sci-fi/fantasy műsora | |
| - Wynonna Earp - Flash – A Villám - Legacies – A sötétség öröksége - A holnap legendái - Locke & Key – Kulcs a zárját - Supergirl - Odaát - Az Esernyő Akadémia | |

### Zene
| Az év férfi előadója | Az év női előadója |
| --- | --- |
| - Justin Bieber - Bad Bunny - J Balvin - DaBaby - Drake - Lil Baby - Blake Shelton - The Weeknd | - Ariana Grande - Cardi B - Miley Cyrus - Billie Eilish - Lady Gaga - Dua Lipa - Megan Thee Stallion - Taylor Swift |
| Az év együttese | Az év dala |
| - BTS - Blackpink - Chloe x Halle - CNCO - Dan + Shay - 5 Seconds of Summer - Jonas Brothers - Twenty One Pilots | - BTS - "Dynamite" - Dua Lipa - "Break My Heart" - Justin Bieber - "Intentions" - Lady Gaga, Ariana Grande - "Rain on Me" - - DaBaby feat. Roddy Ricch - "Rockstar" - Megan Thee Stallion - "Savage" - Ariana Grande, Justin Bieber - "Stuck with U" - Cardi B feat. Megan Thee Stallion - "WAP"                                                                                        |
| Az év albuma | Az év country előadója |
| - BTS - Map of the Soul: 7 - The Weeknd - After Hours - Justin Bieber - Changes - Lady Gaga - Chromatica - Taylor Swift - Folklore - Dua Lipa - Future Nostalgia - Future - High Off Life - Bad Bunny - YHLQMDLG | - Blake Shelton - Kelsea Ballerini - Kane Brown - Luke Bryan - Luke Combs - Miranda Lambert - Thomas Rhett - Keith Urban |
| Az év latin előadója | Az év új előadója |
| - Becky G - Bad Bunny - J Balvin - Daddy Yankee - Karol G - Maluma - Nicky Jam - Ozuna | - Doja Cat - Ava Max - Benee - Trevor Daniel - Conan Gray - Jack Harlow - Roddy Ricch - Saweetie |
| Az év videoklipje | Az év kollaborációja |
| - BTS - "Dynamite" - The Weeknd - "Blinding Lights" - Justin Bieber feat. Chance the Rapper - "Holy" - Blackpink, Selena Gomez - "Ice Cream" - Future feat. Drake - "Life Is Good" - Lady Gaga, Ariana Grande - "Rain on Me" - J Balvin, Dua Lipa, Bad Bunny feat. Tainy - "Un Día (One Day)" - Cardi B feat. Megan Thee Stallion - "WAP" | - Cardi B feat. Megan Thee Stallion - "WAP" - Marshmello, Halsey - "Be Kind" - Justin Bieber feat. Chance the Rapper - "Holy" - Future feat. Drake - "Life Is Good" - Lady Gaga, Ariana Grande - "Rain on Me" - DaBaby feat. Roddy Ricch - "Rockstar" - Megan Thee Stallion feat. Beyoncé - "Savage (Remix)" - Jack Harlow feat. DaBaby, Tory Lanez, Lil Wayne - "Whats Poppin (Remix)" |
| Az év filmes vagy sorozatos dala | |
| - Taylor Swift - "Only the Young" - (Miss Americana - Taylor Swift) - Marina - "About Love" (A fiúknak - Utóirat: Még mindig szeretlek) - Leslie Odom Jr. - "Alexander Hamilton" (Hamilton) - Doja Cat - "Boss Bitch" (Ragadozó madarak (és egy bizonyos Harley Quinn csodasztikus felszabadulása)) - Christina Aguilera - "Loyal Brave True" (Mulan) - Thomas Rhett, Kane Brown, feat. Ava Max - "On Me" (Scooby!) - SZA, Justin Timberlake - "The Other Side" - (Trollok a világ körül) - Selena Gomez - "Rare" (Normális emberek) | |

### Pop culture
| Az év influenszere | Az év szépséginfluenszere |
| --- | --- |
| - Emma Chamberlain - Charli D’Amelio - Dixie D'Amelio - David Dobrik - Loren Gray - Liza Koshy - Addison Rae - Jojo Siwa | - James Charles - Jackie Aina - Nikita Dragun - Antonio Garza - NikkieTutorials - Desi Perkins - RCL Beauty - Bretman Rock |
| Az év közösségi médiás híressége | Az év állat híressége |
| - Ariana Grande - Justin Bieber - Selena Gomez - LeBron James - Kylie Jenner - Kim Kardashian - Lady Gaga - Britney Spears | - Doug the Pug - Esther the Wonder Pig - Hosico - Jiff Pom - Juniper the Fox - Nala Cat - Shinjiro Ono - Suki Cat |
| Az év humoros előadása | Az év stíluscsillaga |
| - Leslie Jones - Leslie Jones: Time Machine - Dave Chappelle - 8:46 - Pete Davidson - Pete Davidson: Alive From NY - Hannah Gadsby - Hannah Gadsby: Douglas - Jim Gaffigan - 'The Pale Tourist - Jo Koy - Jo Koy: In His Elements - George Lopez - George Lopez: We'll Do It for Half - Jerry Seinfeld - Jerry Seinfeld: 23 Hours to Kill | - Zendaya - Timothée Chalamet - Kendall Jenner - Kim Kardashian - Lady Gaga - Lil Nas X - Janelle Monáe - Rihanna |
| Az év forradalmárja | Az év pop-podcastje |
| - LeBron James - Simone Biles - Sabrina Ionescu - Michael Jordan - Naomi Osaka - Bubba Wallace - Serena Williams - Russell Wilson | - Anything Goes with Emma Chamberlain - Armchair Expert with Dax Shepard - Call Her Daddy - Getting Curious with Jonathan Van Ness - I Weigh with Jameela Jamil - Scrubbing In with Becca Tilley & Tanya Rad - Staying In with Emily & Kumail - The Viall Files |
| Az év brazil influenszere | Az év latin influenszere |
| - Manu Gavassi - Bianca Andrade - Alexandra Gurgel - Foquinha - Rafa Kalimann - Matheus Mazzafera - Valentina Sampaio - Maisa Silva | - Gaby Asturias - Daniella Álvarez - Nath Campos - José Eduardo Derbez - Jacky Guzmán - Juan Pablo Jaramillo - Sofía Morandi - Belén Soto |

## Műsorvezetők
A gálán az alábbi műsorvezetők működtek közre:
- Jessica Alba
- Stana Katić
- Sandra Bullock
- Zac Efron
- Britney Spears
- Christina Aguilera
- Justin Timberlake
- Anna Faris
- Marg Helgenberger
- Roma Downey
- Kaley Cuoco
- Emily Deschanel
- Michael Weatherly
- Josh Holloway
- Ellen DeGeneres
- LL Cool J
- Chris O’Donnell
- Melissa McCarthy
- Drew Barrymore
- Nina Dobrev
- Robert Downey Jr.
- Sarah Michelle Gellar
- Sean Hayes
- Allison Janney
- Michael B. Jordan
- Queen Latifah
- Julianna Margulies
- Shemar Moore
- Norman Reedus
- Ian Somerhalder
- Miles Teller
- Allison Williams
- Malin Akerman
- Stephen Amell
- Wayne Brady
- Stephen Colbert
- Chris Colfer
- Naya Rivera
- Lucy Hale
- Heidi Klum
- Ross Mathews
- Joseph Morgan
- Meghan Ory
- Ian Ziering
- Matt LeBlanc

## Fordítás
- Ez a szócikk részben vagy egészben  a(z)   46th People's Choice Awards című angol Wikipédia-szócikk fordításán alapul.  Az eredeti cikk szerkesztőit annak laptörténete sorolja fel. Ez a jelzés csupán a megfogalmazás eredetét és a szerzői jogokat jelzi, nem szolgál a cikkben szereplő információk forrásmegjelöléseként.